# Íobatés
Íobatés (latinsky Iobates) byl v řecké mytologii lycký král, tchán Proita, krále v Tírynthu a byl také tchánem hrdiny Bellerofonta.
Jeho dcera Antea či Stheneboia, provdaná za krále Proita, se zamilovala do hrdiny Bellerofonta, který se uchýlil k jejímu otci. Jelikož nebyla úspěšná, otočila vše proti Bellerofontovi a obvinila jeho, že ji chtěl znásilnit. Protože Proitos ani na její žádost nechtěl trestat svého hosta, poslal jej ke svému tchánovi, králi Íobatovi se zapečetěným dopisem, v němž provinění popisoval a žádal o potrestání.
Jenže ani králi Íobatovi to nebylo po chuti, přesto však vymyslel, že uloží Bellerofontovi úkol, který nebude moci splnit a ohrozí se na životě. Poručil mu totiž, aby zabil hroznou obludu Chiméru, příšeru se lví hlavou, kozím tělem a hadím ocasem. Bellerofontovi však pomohli i bohové a jeho okřídlený kůň Pégasos, na němž se vznesl a shora do ní střílel šípy. Nakonec jí vrazil do chřánu kopí s hroudou olova, ta se ohněm v jejím krku roztavila, stekla dovnitř a spálila jí útroby.
Ani to však králi Íobatovi nestačilo, poslal jej ještě do války proti Solymiům a Amazonkám, kde si Bellerofón opět vedl skvěle a nepřítele porazil. Potom ale král zapochyboval o obvinění, nechal si všechno vysvětlit a poté Bellerofonta zbavil viny a prosil ho o odpuštění. Navíc mu dal svou dceru Filonoé za manželku a jmenoval ho dědicem lykijského trůnu.